# Степнобугринський
Сте́пнобу́гринський (рос. Степнобугринский) — селище у складі Поспєлихинського району Алтайського краю, Росія. Входить до складу сільської ради 12-річчя Жовтня.

## Населення
Населення — 67 осіб (2010; 165 у 2002).
Національний склад (станом на 2002 рік):
- росіяни — 98 %